# Risoluzione dello schermo
La risoluzione dello schermo si riferisce al numero di pixel che compongono l’immagine visualizzata sul monitor. Maggiore è la risoluzione, più nitidi appariranno testo e immagini.

## Storia
La storia della risoluzione dello schermo è strettamente legata all'evoluzione della tecnologia dei display e delle esigenze degli utenti.

### Anni '80 e '90
I primi monitor per computer avevano risoluzioni molto basse, come 320x200 pixel. Questi erano sufficienti per le applicazioni di base e i giochi dell'epoca.
Con l'avvento di Windows e delle interfacce grafiche, le risoluzioni aumentarono. Il VGA (640x480 pixel) divenne uno standard, seguito da SVGA (800x600 pixel) e XGA (1024x768 pixel).

### Anni 2000
All'inizio del nuovo millennio la risoluzione 1024x768 era comune nei monitor CRT. Con l'introduzione dei monitor LCD, le risoluzioni iniziarono a variare di più, con formati come 1280x1024 e 1600x1200. Successivamente  iniziarono a diventare popolari i monitor widescreen, con risoluzioni come 1366x768 e 1920x1080 (Full HD), che offrivano un'esperienza visiva più ampia e dettagliata.
Nel decennio successivo iniziarono a diffondersi le risoluzioni 4K (3840x2160) e 5K (5120x2880), soprattutto per applicazioni professionali come il montaggio video e la grafica. Oggi le risoluzioni 8K (7680x4320) stanno diventando sempre più comuni, soprattutto nei televisori di fascia alta e nei monitor per professionisti.
La continua evoluzione della tecnologia dei display ha portato a schermi sempre più definiti e con una maggiore densità di pixel, migliorando notevolmente la qualità delle immagini e l'esperienza visiva complessiva.

## Esempi
Una risoluzione di 1024×600 ad esempio indica che l'immagine sul monitor è formata da 1024 colonne e 600 righe ed è pertanto caratterizzata da un rapporto d'aspetto di circa 1,707:1.
Nel caso dei monitor LCD o al plasma hanno una risoluzione fissa, questo porta ad avere immagini che possono essere riadattate alla risoluzione dello schermo rischiando un degrado sulla qualità dell'immagine, oppure essere riprodotte senza ridimenzionamenti e lasciando i bordi neri, oppure scalata con un fattore intero (x2, x3, ecc) e ridurre così la quantità di bordo nero, permettendo al contempo sia d'ingrandire l'immagine che evitare alterazioni visive.
Nel caso di un monitor a tubo catodico, pur se provvisti di una maschera di separazione che ne determina la risoluzione ideale, se l'immagine rientra nell'intervallo di risoluzione minima e massima verrà proiettata senza alcuna alterazione o quasi, mentre nel caso il monitor riceva immagini troppo grandi il monitor non visualizzerà alcuna immagine.

## Principali risoluzioni utilizzate in informatica
Secondo il report della società Net Analytics, al 2008 la tradizionale risoluzione dei siti web a 800×600 risultava in larga misura superata dalle seguenti scelte degli sviluppatori: 1024×768 (37%), 1280×960 (20%), 1280×1024 (13%). 

La scelta della risoluzione è influenzata dall'ampiezza del monitor e dall'eventuale riduzione dei due lati della finestra del browser, che non sempre è visualizzato a pieno schermo.
Nella tabella, qui sotto riportata, troviamo le risoluzioni video più comuni nei PC che si sono evoluti dall'originale IBM PC, più alcune che sono supportate da altri tipi di computer come ad esempio i computer Apple. La Video Electronics Standards Association (VESA) ha curato le specifiche di molti di questi standard. Tuttavia, val la pena far notare che dal 2014-15 si è vista un'evoluzione oltre i 2k verso risoluzioni "personalizzate" con misure inconsuete e non facilmente classificabili, più vicine alle esigenze costruttive e dimensionali del prodotto che delle consuetudini e degli standard. Vedi il Microsoft Surface 4 (2736×1824), i MacBook Pro (2880×1800) o il Microsoft Surface Studio (4500 × 3000).

| Standard Video                   | Nome completo                                    | Descrizione | risoluzione dello schermo (pixel)                                    | rapporto d'aspetto  | profondità del colore (bpp) | Interfaccia video                       |
| -------------------------------- | ------------------------------------------------ | --- | -------------------------------------------------------------------- | ------------------- | --------------------------- | --------------------------------------- |
| MDA                              | Monochrome Display Adapter                       | Lo standard originale sugli IBM PC e IBM PC XT con 4 kB di video RAM. Introdotto nel 1981 dall'IBM. Supporta unicamente la modalità testuale. | 720×350 (testo)                                                      | 72:35               | 1 bpp                       | MDA                                     |
| CGA                              | Color Graphics Adapter                           | Introdotto nel 1981 by IBM è il primo standard video a colori per gli IBM PC. Le schede grafiche CGA erano dotate di 16 kB video RAM. | 640×200 (128 000) 320×200 (64 000) 160×200 (32 000)                  | 16:5 16:10 4:5      | 1 bpp 2 bpp 4 bpp           | CGA                                     |
| Hercules                         |                                                  | Una modalità video monocromatica con un'ottima visualizzazione del testo e della grafica per l'epoca in cui fu introdotta (1982). Divenne molto popolare abbinata al software di foglio elettronico Lotus 1-2-3 che è stato una delle prime killer application. | 720×348 (250 560)                                                    | 60:29               | 1 bpp                       | MDA                                     |
| EGA                              | Enhanced Graphics Adapter                        | Introdotta da IBM nel 1984 con una risoluzione di 640 × 350 pixel su 16 colori (4 bit per pixel, o bpp), selezionabili fra 64 colori di base (palette) (2 bit per ciascuna componente rossa-verde-blu). | 640×350 (224 000)                                                    | 64:35               | 4 bpp                       | EGA                                     |
| Professional Graphics Controller |                                                  | Introdotta nel 1984 per il PC-bus ISA a 8 bit, aveva a bordo un acceleratore hardware 2D e 3D ed era stata pensata per applicazioni CAD | 640×480 (307 200)                                                    | 4:3                 | 8 bpp                       | PGC                                     |
| MCGA                             | Multi-Color Graphics Array                       | Introdotta nel 1987 per gli IBM Personal System/2 (PS/2) con un costo ridotto rispetto alla VGA. MCGA ha una risoluzione di 320×200 pixel con 256 colori (da una palette di 262 144 colori, e una risoluzione di 640×480 unicamente in bianco e nero in quanto la video RAM era di soli 64000 mentre quella della VGA era di 256000. | 320×200 (64 000) 640×480 (307 200)                                   | 16:10 4:3           | 8 bpp 1 bpp                 | VGA Standard                            |
| 8514                             |                                                  | Modalità video di IBM introdotta nel 1987 praticamente assieme alla VGA. Era caratterizzata dalla risoluzione 1024×768 (precursore di XGA) ma aveva un video interlacciato a 43,5 Hz. | 1024×768 (786 432)                                                   | 4:3                 | 8 bpp                       | VGA Interlacciato                       |
| VGA                              | Video Graphics Array                             | Introdotta nel 1987 da IBM. Oggi per VGA si intende la risoluzione 640×480 a 16 colori ma VGA è un insieme di risoluzioni che comprendono anche 320×200 a 256 colori e 720×400 in modalità testo. Gli schermi VGA e le schede video VGA sono generalmente in grado di operare in modalità grafica Mode X, una modalità non documentata per aumentare le prestazioni, utilizzata in particolare dai giochi.                                           | 640×480 (307 200) 640×350 (224 000) 320×200 (64 000) 720×400 (testo) | 4:3 64:35 16:10 9:5 | 4 bpp 4/8 bpp 4 bpp         | VGA Standard                            |
| SVGA                             | Super VGA                                        | Uno standard video introdotto nel 1989 dalla VESA per il mercato dei PC IBM compatibili. | 800×600 (480 000)                                                    | 4:3                 | 4 bpp                       | VESA VGA                                |
| XGA                              | eXtended Graphics Array                          | Introdotto da IBM nel 1990. XGA-2 ha poi aggiunto un supporto per più colori e ad una maggiore frequenza d'aggiornamento e il supporto della risoluzione 1360 × 1024 a 16 colori (4 bit per pixel). | 1024×768 (786 432) 640×480 (307 200)                                 | 4:3                 | 8 bpp 16 bpp                | VESA VGA                                |
| XGA+                             | eXtended Graphics Array Plus                     | Nome non ufficiale per riferirsi alla risoluzione di 1152×864, che è la risoluzione 4:3 più ampia sotto il milione di pixel. Apple ha impiegato una variante di questa risoluzione a 1152×870 e Sun Microsystems a 1152×900. | 1152×864 (995 328) 640×480 (307 200)                                 | 4:3                 | 8 bpp 16 bpp                | VESA VGA                                |
| QVGA                             | Quarter VGA                                      | Un quarto della risoluzione VGA | 320×240 (76 800)                                                     | 4:3                 |                             | Non definita                            |
| WQVGA                            | Wide Quarter VGA                                 | Risoluzione orizzontalmente ampia come la VGA ma con circa la metà delle linee | 480×272 (130 560)                                                    | 16:9                |                             | Non definita                            |
| HQVGA                            | Half QVGA                                        | Un ottavo della risoluzione VGA | 240×160 (38 400)                                                     | 3:2                 |                             | Non definita                            |
| QQVGA                            | Quarter QVGA                                     | Un sedicesimo della risoluzione VGA | 160×120 (19 200)                                                     | 4:3                 |                             | Non definita                            |
| WXGA                             | Widescreen eXtended Graphics Array               | Una variante dello standard XGA con un rapporto d'aspetto 16:9 o 16:10 che si è molto diffuso sui notebook più recenti (2008). | 1280×720 (921 600) 1280×800 (1 024 000) 1440×900 (1 296 000)         | 16:9 or 16:10       | 32 bpp                      | VESA VGA                                |
| SXGA                             | Super eXtended Graphics Array                    | Una modalità de facto ampiamente utilizzata con 32 bit Truecolor, con un particolare rapporto d'aspetto di 5:4 invece del più comune 4:3 che comporta una leggera distorsione delle immagini in formato 4:3. Questa modalità è utilizzata sulla maggior parte degli schermi a cristalli liquidi da 17". - Alcuni produttori hanno chiamato questa modalità Extended Video Graphics Array o XVGA in considerazione che VGA è la risoluzione standard. | 1280×1024 (1 310 720)                                                | 5:4                 | 32 bpp                      | VESA VGA                                |
| WXGA+                            | Widescreen eXtended Graphics Array PLUS          | Variante del formato WXGA molto utilizzata sugli ultimi (2008) portatili e sui monitor 19" caratterizzati da un rapporto di risoluzione 16:10. | 1440×900 (1 296 000)                                                 | 16:10               | 32 bpp                      | VESA VGA                                |
| SXGA+                            | Super eXtended Graphics Array Plus               | Molto frequente su laptop con schermi da 14" e 15" e su videoproiettori DLP. | 1400×1050 (1 470 000)                                                | 4:3                 | 32 bpp                      | VESA VGA                                |
| WSXGA+                           | Widescreen Super eXtended Graphics Array Plus    | Molto frequente su monitor widescreen da 19" 21" e 22" e su laptop con schermo da 15,4" e 17. | 1680×1050 (1 764 000)                                                | 16:10               | 32 bpp                      | VESA VGA                                |
| UXGA                             | Ultra XGA                                        | Una risoluzione standard de facto Truecolor. | 1600×1200 (1 920 000)                                                | 4:3                 | 32 bpp                      | VESA VGA                                |
| Full-HD                          | Full High Definition (1080p)                     | È la risoluzione nativa per molti monitor LCD widescreen 24", oltre ad essere la risoluzione delle HDTV per le modalità 1080p o 1080i. | 1920×1080 (2 073 600)                                                | 16:9                | 32 bpp                      | DVI Single Link                         |
| WUXGA                            | Widescreen Ultra eXtended Graphics Array         | Una versione wide di UXGA molto utilizzato nei notebook di fascia alta con schermi da 15,4" o 17" | 1920×1200 (2 304 000)                                                | 16:10               | 32 bpp                      | DVI Single Link                         |
| QXGA                             | Quad eXtended Graphics Array                     | Quattro volte la risoluzione XGA | 2048×1536 (3 145 728)                                                | 4:3                 | 32 bpp                      | DVI Dual Link                           |
| QHD                              | Quad HD                                          | Via di mezzo tra monitor UHD e Full-HD | 2560 × 1440 (3 686 400)                                              | 16:9                | 32 bpp                      | DVI Dual Link - HDMI v1.3 - DisplayPort |
| WQHD                             | Wide Quad HD                                     | Via di mezzo tra monitor UHD e Full-HD | 2650 × 1440 (3 816 000)                                              | 16:9                | 32 bpp                      | DVI Dual Link - HDMI v1.3 - DisplayPort |
| WQXGA                            | Widescreen Quad eXtended Graphics Array          | Modalità video apparsa per la prima volta su Apple Cinema HD Display da 30" e divenuta standard su monitor da 30", richiede connessioni DVI dual link o HDMI. | 2560×1600 (4 096 000)                                                | 16:10               | 32 bpp                      | DVI Dual Link                           |
| QSXGA                            | Quad Super eXtended Graphics Array               | | 2560×2048 (5 242 880)                                                | 5:4                 | 32 bpp                      | DisplayPort 1.1 4-Lane                  |
| WQSXGA                           | Wide Quad Super eXtended Graphics Array          | | 3200×2048 (6 553 600)                                                | 25:16               | 32 bpp                      | Non ancora supportata                   |
| QUXGA                            | Quad Ultra eXtended Graphics Array               | Quattro volte la risoluzione UXGA. Richiede più connessioni DVI (4 single link o 2 dual link). In futuro sarà supportata da una singola connessione DisplayPort. | 3200×2400 (7 680 000)                                                | 4:3                 | 32 bpp                      | Non ancora supportata                   |
| UHD                              | 4K                                               | Quattro volte la risoluzione di Full-HD | 3840×2160 (8,294,400)                                                | 16:9                | 32 bpp                      | HDMI - DP                               |
| WQUXGA                           | Wide Quad Ultra eXtended Graphics Array          | Utilizzata dai monitor IBM T220/T221 LCD non più disponibili sul mercato. | 3840×2400 (9 216 000)                                                | 16:10               | 32 bpp                      | Non ancora supportata                   |
| HXGA                             | Hexadecatuple eXtended Graphics Array            | | 4096×3072 (12 582 912)                                               | 4:3                 | 32 bpp                      | Non ancora supportata                   |
| WHXGA                            | Wide Hexadecatuple eXtended Graphics Array       | | 5120×3200 (16 384 000)                                               | 16:10               | 32 bpp                      | Non ancora supportata                   |
| HSXGA                            | Hexadecatuple Super eXtended Graphics Array      | | 5120×4096 (20 971 520)                                               | 5:4                 | 32 bpp                      | Non ancora supportata                   |
| WHSXGA                           | Wide Hexadecatuple Super eXtended Graphics Array | | 6400×4096 (26 214 400)                                               | 25:16               | 32 bpp                      | Non ancora supportata                   |
| HUXGA                            | Hexadecatuple Ultra eXtended Graphics Array      | | 6400×4800 (30 720 000)                                               | 4:3                 | 32 bpp                      | Non ancora supportata                   |
| Ultra HD                         | 8K                                               | Quattro volte la risoluzione di UHD - 16 volte la risoluzione Full-HD | 7680 × 4320 (33,177,600)                                             | 16:9                | 32 bpp                      | HDMI - DP                               |
| WHUXGA                           | Wide Hexadecatuple Ultra eXtended Graphics Array | Quattro volte la risoluzione WQUXGA. Versione in 16:10 dell'8K, supportata da vari codec video, ad esempio VP9. | 7680×4800 (36 864 000)                                               | 16:10               | 32 bpp                      | Non ancora supportata                   |

### Significato prefissi nella nomenclatura delle risoluzioni
Sebbene i prefissi comuni super S e ultra U non indicano una specifica variazione alla risoluzione standard, molti prefissi hanno, invece, uno specifico significato:
Quarter (Q)
Un quarto della risoluzione di base. Ad esempio QVGA indica una risoluzione di 320×240 che è la metà della larghezza e la metà dell'altezza, ossia un quarto del totale dei pixel, della risoluzione VGA di 640×480. Nelle alte risoluzioni Q significa "Quad" ossia quattro volte.
Wide (W)
Risoluzione più ampia di quella base, di cui mantiene il numero di righe, che permette un rapporto d'aspetto di 16:9 o 16:10.
Quad(ruple) (Q)
Quattro volte i pixel della risoluzione di base ossia due volte in orizzontale e due volte in verticale il numero di pixel.
Hexadecatuple (H)
Sedici volte i pixel della risoluzione di base ossia quattro volte in orizzontale e quattro volte in verticale il numero di pixel.
Ultra (U)
eXtended (X)
Questi prefissi possono anche combinarsi come, ad esempio in WQXGA o WHUXGA.

## Principali risoluzioni utilizzate in TV e Videoproiettori
Nella tabella qui sotto riportata troviamo le risoluzioni video più comuni nei televisori e nei videoproiettori. Nella tabella seguente 60 Hz o 60 FPS sono un'approssimazione. Il valore preciso è {\displaystyle 60{\frac {1000}{1001}}} ossia circa 59,94.
| Standard Video   | Descrizione | risoluzione del display (pixel)                    | rapporto d'aspetto | profondità del colore (bpp) | fotogrammi al secondo |
| ---------------- | --- | -------------------------------------------------- | ------------------ | --------------------------- | --------------------- |
| 240p/QVGA        | Video a bassa risoluzione usato dai televisori a bassa definizione progressivo                                      | 320×240 (76,8k)                                    | 4:3 (1,33:1)       | 24 bpp                      | 30                    |
| 360p             | Video a bassa risoluzione usato da YouTube progressivo                                                              | 480×360 (172,8k)                                   | 4:3 (1,33:1)       | 24 bpp                      | 30                    |
| 360p             | Video a bassa risoluzione usato da YouTube progressivo                                                              | 640×360 (230,4k)                                   | 16:9 (1,78:1)      | 24 bpp                      | 30                    |
| 480i             | Video a risoluzione standard NTSC a 60 Hz interlacciato                                                             | 720×480 (337,5k)                                   | 3:2 (1,5:1)        | 24 bpp                      | 30                    |
| 480p             | Video a risoluzione standard NTSC a 30 Hz progressivo.                                                              | 720×480 (337,5k)                                   | 3:2 (1,5:1)        | 24 bpp                      | 30                    |
| 576i             | Video a risoluzione standard PAL a 50 Hz interlacciato                                                              | 720×576 (405k)                                     | 4:3 (1,33:1)       | 24 bpp                      | 50                    |
| 576p             | Video a risoluzione standard PAL a 25 Hz progressivo.                                                               | 720×576 (405k)                                     | 4:3 (1,33:1)       | 24 bpp                      | 25                    |
| 720p (HD)        | Formato video HDTV 1280×720 a 60 Hz progressivo. Esistono anche le varianti a 24, 25, 30 e 50 Hz. Chiamato HD Ready | 1280×720 (1024k) 1360×768 (1044k) 1366×768 (1049k) | 16:9 (1,78:1)      | 24 bpp                      | 50-60                 |
| 1080i            | Formato video HDTV 1920×1080 a 60 Hz interlacciato. Esiste anche la variante a 50 Hz.                               | 1920×1080 (2073k)                                  | 16:9 (1,78:1)      | 24 bpp                      | 25-30                 |
| 1080p (Full HD)  | Formato video HDTV 1920×1080 a 60 Hz progressivo. Esistono anche le varianti a 24, 25, 30 e 50 Hz. Chiamato Full HD | 1920×1080 (2073k)                                  | 16:9 (1,78:1)      | 24 bpp                      | 50-60                 |
| 2K               | Proiezione di film digitali in sale cinematografiche DLP.                                                           | 2048×1080 (2212k)                                  | 1,8962:1           | 48 bpp                      | 24                    |
| WQXGA            | Widescreen Quad eXtended Graphics Array                                                                             | 2560×1600 (4096k)                                  | 16:10              | 24 bpp                      | 50-60                 |
| 2160p (Ultra HD) | Televisioni 4K | 3840×2160 (8294k)                                  | 16:9 (1,78:1)      | 24 bpp                      | 50-60                 |
| 4K               | Proiezione di film digitali in sale cinematografiche DLP.                                                           | 4096×2160 (8847k)                                  | 1,8962:1           | 48 bpp                      | 24                    |
| 8K               | 8K Ultra Alta Definizione                                                                                           | 7680×4320 (33177k)                                 | 16:9 (1,78:1)      | 30 bpp - 36 bpp             | 50-60                 |
| 16K              | 16K Quad Ultra Alta Definizione                                                                                     | 15360×8640 (132710k)                               | 16:9 (1,78:1)      | 30 bpp                      |                       |

## Rapporto risoluzione e dimensione schermo[4]
Questo rapporto può influenzare la distanza di visione, in base anche al tipo di utilizzo che si vuole fare del monitor.

Per usufruire di un monitor in modo agevole è necessario che questo rientri in un certo angolo visivo, in quanto altrimenti o si avrà l'impressione di vedere attraverso una finestra lontana (monitor troppo distante in rapporto alle sue dimensioni e quindi occupa un angolo visivo troppo piccolo), oppure si rischia di non percepire tutta l'immagine dovendo spostare continuamente ed in modo ampio lo sguardo (monitor troppo ravvicinato in relazione alle sue dimensioni e quindi occupa un angolo di visione eccessivo), il tutto in relazione al tipo di utilizzo del monitor, infatti per l'uso da ufficio è possibile ridurre anche in modo importante queste distanze, mentre in ambito multimediale è preferibile mantenere un certo angolo di visione, che generalmente è da mantenere tra i 20° ed i 50°, dove i 30° sono raccomandati per un uso misto e generale, mentre i 40° sono raccomandati per un'esperienza simile al cinema.

Se si vuol usufruire di uno schermo senza percepire i singoli pixel del display e quindi appagare l'acutezza visiva, bisognerà tenere presente la densità dei pixel ed aumentare la distanza al ridursi della densità, da tenere presente che se un monitor riproduce un media dalla risoluzione inferiore (con la metà della risoluzione verticale e orizzontale), pur non avvertendo i singoli pixel del display, si potrà notare i pixel del media.

Con l'angolo di visione si può determinare la dimensione del monitor o la sua distanza di visione, mentre con l'acutezza visiva determinare la risoluzione del monitor, anche se quest'ultima può essere influenzata anche dalle diverse risoluzioni dei media che deve riprodurre, infatti maggiore è la risoluzione del monitor e più risoluzioni potrà riprodurre correttamente senza incorrere a perdite di definizione dell'immagine, tenendo presente che una risoluzione molto elevata del monitor, se osservata ad una distanza eccessiva (in relazione alla dimensione del monitor e quindi con un angolo di visione stretto) può non portare vantaggi rispetto ad una risoluzione inferiore a parità degli altri parametri.
Il tutto può essere riassunto con il parametro pixel per degree (PPD), che permette d'identificare tramite un calcolo, se la soluzione in esame permette una visione confortevole o se è migliorativa rispetto a quella in uso.

Questi parametri di valutazione vengono utilizzati non solo per i televisori, ma anche per i visori per la realtà virtuale.